# Južna Italija
Južna Italija (Italia Meridionale ili Mezzogiorno) je zajednički izraz za regije Basilicata, Kampanija, Kalabrija, Apulija i Sicilija, koje se nalaze na jugu Italije, kao i Molise i Abruzzo, koje su zemljopisno bliže centru. Talijani za Južnu Italiju često koriste izraz Meridione ili Mezzogiorno. Istituto Nazionale di Statistica (ISTAT) koristi izraz Italia Meridionale te isključuje Siciliju, koju je zajedno sa Sardinijom smjestio u Otočnu Italiju. Neke definicije također uključuju Sardiniju i južnu polovicu Lazija, koji su povijesno bili dio južnih kraljevstava.
Izraz Mezzogiorno (Podne) se prvi put počeo koristiti u 18. stoljeću. Popularizirao ga je Giuseppe Garibaldi opisujući bivše krajeve Kraljevstva Dviju Sicilija kao "Il Mezzogiorno". Izraz, kojim se opisuje vruće podnevno sunce Južne Italije, postao je široko rasprostranjen nakon ujedinjenja Italije te se često povezuje sa siromaštvom, nepismenošću i kriminalom—stereotopovima Juga koji postoje do današnjeg dana.